# Пантюшко, Андрей Иванович
Андрей Иванович Пантюшко (17.08.1920—04.01.1993) — помощник командира взвода пешей разведки 1347-го стрелкового полка 225-я Новгородская Краснознаменная ордена Кутузова стрелковая дивизия, 55-й стрелковый корпус, 21-я армия, 1-й Украинский фронт, старший сержант, участник Великой Отечественной войны, кавалер ордена Славы трёх степеней.

## Биография
Родился 17 августа 1920 года в селе Вольное ныне Новомосковский район Днепропетровской области (Украина) в семье крестьянина. Украинец. Стал полным кавалером ордена Славы. Член КПСС с 1944 года. Окончил 7 классов в 1935 году, позже — школу ФЗУ при заводе им. К. Либкнехта в городе Днепропетровск. Работал на этом же заводе токарем. В Красной Армии с ноября 1940 года.
В боях Великой Отечественной войны с июня 1941 года. Воевал на Северо-Западном, Ленинградском, Волховском, 3-м Прибалтийском и 1-м Украинском фронтах. Принимал участие в обороне и прорыве блокады Ленинграда, Псковско-Островской, Тартуской, Рижской, Сандомирско-Силезской, Верхнесилезской и Пражской наступательных операциях. В боях четырежды был ранен.
Командир отделения взвода пешей разведки 1347-го стрелкового полка (225-я стрелковая дивизия, 54-я армия, 3-й Прибалтийский фронт) ст. сержант Пантюшко вместе с напарником в начале октября 1944 года на подступах к городу Рига (Латвия) подавил гранатами дот противника, мешавший наступлению нашей пехоты. 24 октября 1944 года награждён орденом Славы 3 степени.
24 января 1945 года Пантюшко в том же боевом составе (21-я армия, 1-й Украинский фронт), действуя в головном дозоре в районе населённого пункта Войковице (21 км северо-восточнее города Катовице, Польша), выявил засаду противника, вступив в бой, истребил 9 гитлеровцев, вместе с бойцами взял в плен 15 солдат и офицера. Когда выбыл из строя командир взвода, принял командование на себя, умело руководил боем. 18 февраля 1945 года награждён орденом Славы 2 степени.
Во главе группы разведчиков 3 февраля 1945 года ворвался на окраину населённого пункта Боркенхайн (Польша), поразил 2 вражеских пулемётчиков и несколько автоматчиков, пленил с бойцами 7 гитлеровцев, захватил пулемёт, радиостанцию, ценные документы. 18 февраля 1945 года с разведчиками проник в тыл неприятеля южнее населённого пункта Нив (18 км северо-западнее города Оппельн, ныне Ополе, Польша) и из засады уничтожил 2 солдат, одного взял в плен, захватил ценные документы и доставил в штаб полка. 27 июня 1945 года награждён орденом Славы 1 степени.
После войны продолжил службу в Вооружённых Силах. Окончил курсы усовершенствования офицерского состава.
С 1955 года лейтенант А. И. Пантюшко в отставке. Жил в городе Днепропетровск (с 2016 года – Днепр, Украина). Работал плотником в строительно-монтажном управлении № 8.
Умер 4 января 1993 года. Похоронен в городе Днепр на Сурско-Литовском кладбище.

## Награды
- Орден Отечественной войны I степени (11.03.1985)[3]
- Орден Красной Звезды (10.10.1944)[4] ;
- Полный кавалер ордена Славы:
  - орден Славы I степени (27.06.1945)[5] ;
  - орден Славы II степени (18.02.1945)[6];
  - орден Славы III степени (24.10.1944)[7];
- медали, в том числе:
  - «За боевые заслуги» (1950)[8]

- - «За освобождение Праги» (9.6.1945)

- - «В ознаменование 100-летия со дня рождения Владимира Ильича Ленина» (6 апреля 1970)
  - «За победу над Германией» (9 мая 1945[9])
  - «За оборону Ленинграда» (9.6.1945)
  - «20 лет Победы в Великой Отечественной войне 1941—1945 гг.» (7 мая 1965[10])
  - «30 лет Победы в Великой Отечественной войне 1941—1945 гг.»[11]
  - 40 лет Победы в Великой Отечественной войне 1941—1945 гг.[12]
  - «30 лет Советской Армии и Флота»[13]
  - «40 лет Вооружённых Сил СССР»[14]
  - «50 лет Вооружённых Сил СССР» (26 декабря 1967[15])
- Знак «25 лет победы в Великой Отечественной войне» (1970)

## Память
- На могиле установлен надгробный памятник.
- Его имя увековечено в Главном Храме Вооружённых сил России, и навсегда запечатлено на мемориале «Дорога памяти».